# Brunsvigia bosmaniae
Brunsvigia bosmaniae är en amaryllisväxtart som beskrevs av Frances Margaret Leighton. Brunsvigia bosmaniae ingår i släktet Brunsvigia och familjen amaryllisväxter. Inga underarter finns listade i Catalogue of Life.

## Bildgalleri

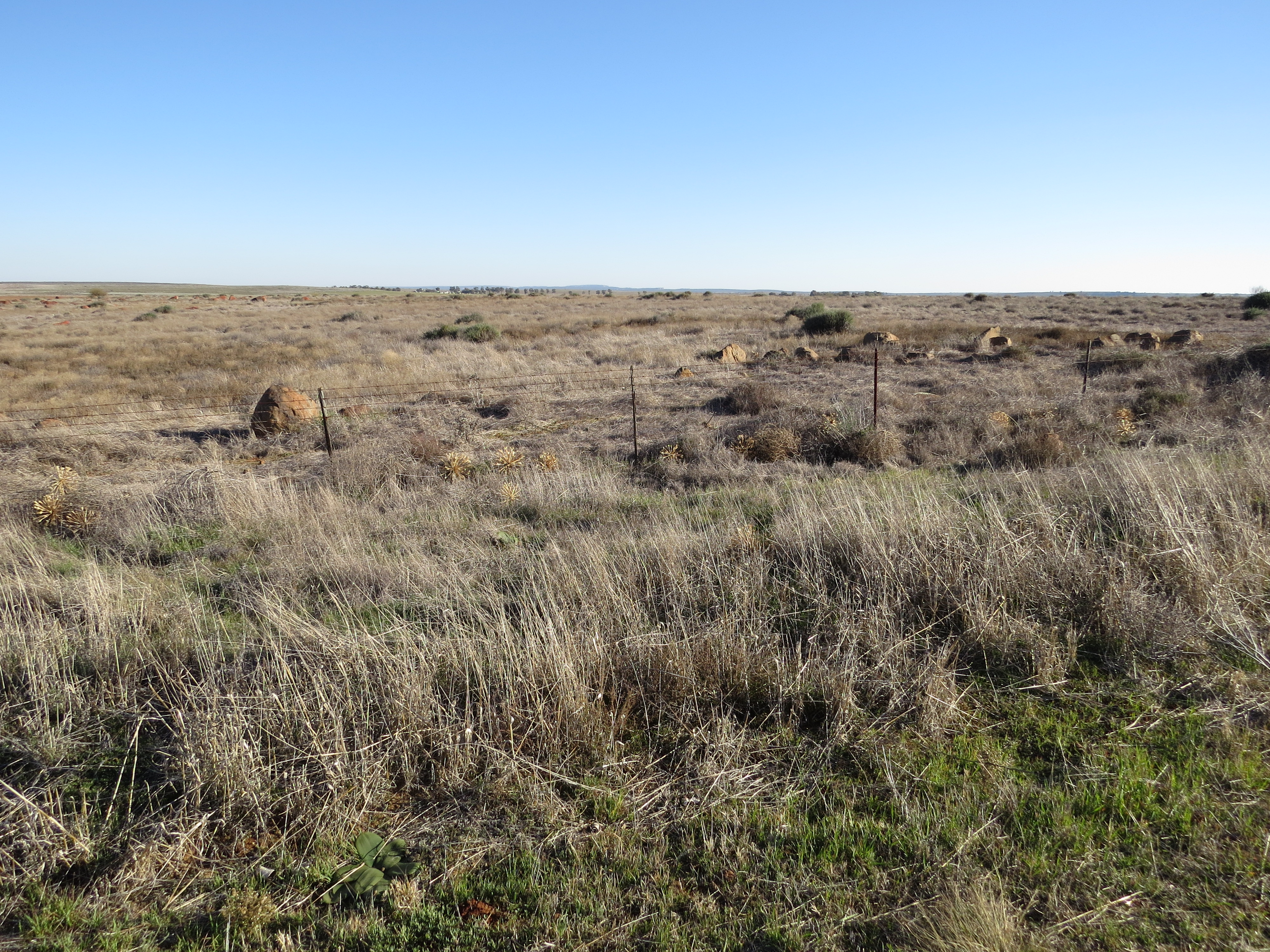
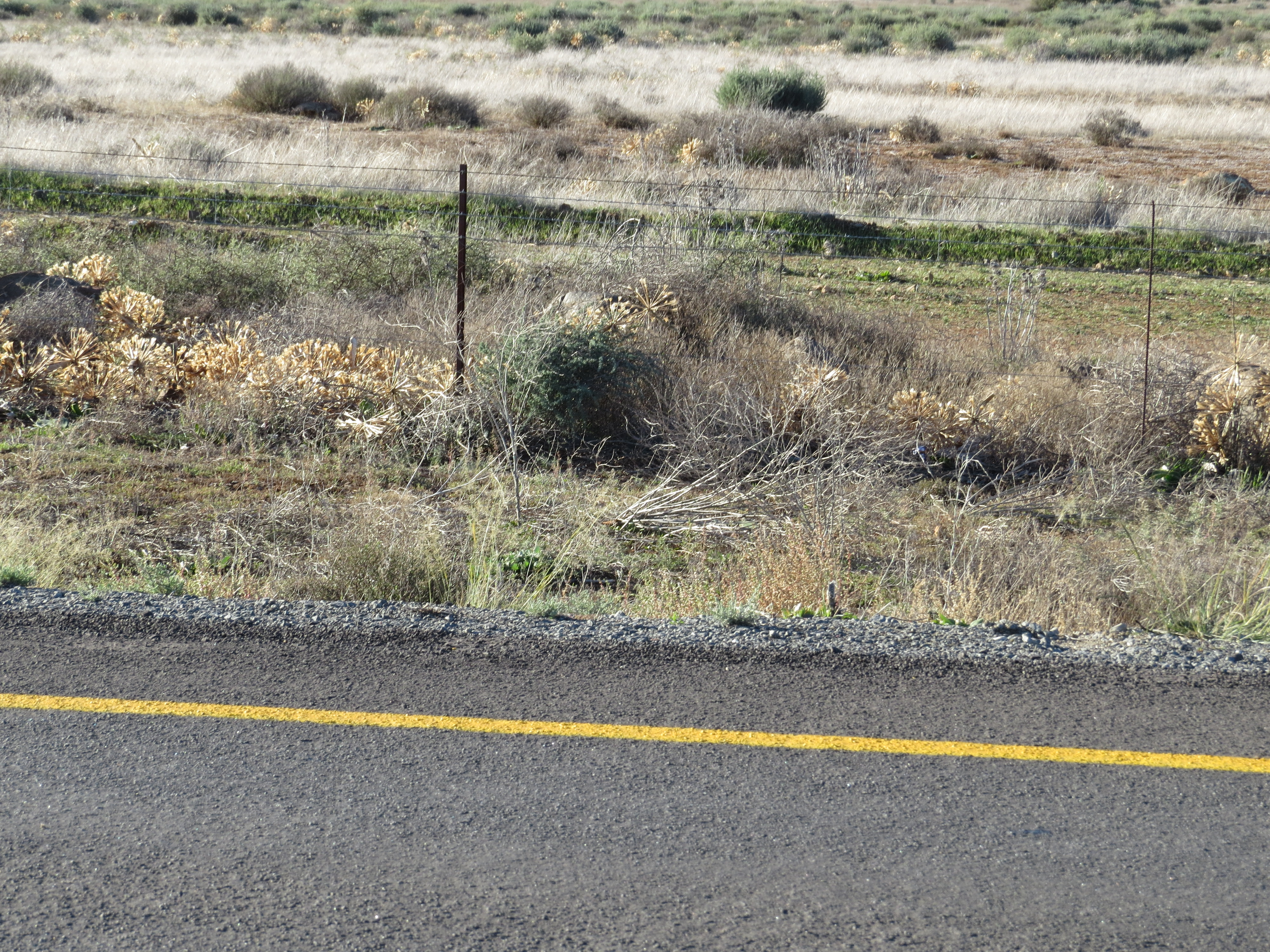